# Regional Preferente de La Rioja
La Regional Preferente de La Rioja constituye el sexto y último nivel de competición de la Liga Española de Fútbol en La Rioja.

## Historia
Esta competición se fundó en 1986 debido a la creación de la Federación Riojana de Fútbol. Hasta entonces los equipos riojanos estaban adscritos a la Federación Navarro-Riojana y tomaban parte en sus competiciones.
Durante sus cinco primeras temporadas (1986-1991) la categoría estuvo formada por 18 equipos, existiendo una categoría inferior denominada Primera Regional.
En verano de 1991 la desaparición de la Primera Regional llevó al cambio de formato durante dos temporadas con la categoría dividida en dos grupos (Rioja Alta y Rioja Baja). Tras recuperar entre 1993 y 1997 el formato de grupo único, la categoría se volvió a dividir en dos grupos (Grupo 1 y Grupo 2) durante 6 temporadas. En la temporada 2003-04 se reimplantó el grupo único.
En la temporada 2021-22, tras un gran cambio en los sistemas de competición nacionales de la RFEF, volvió a cambiar el sistema de competición, teniendo de nuevo dos grupos, esta vez sin tener en cuenta la localización de los equipos sino su clasificación en la temporada anterior.
Dos años después, en la 2023-24, tras inscribirse 21 equipos en categoría regional, el máximo antes de crear una categoría inferior a la Regional Preferente, se decidió dividir la liga en tres grupos por primera vez en la historia de esta competición.

### Campeones y ascensos
| Temporada | Campeones de grupos        | Campeones de grupos          | Ascenso | Ascenso | Ascenso                               |
| Temporada | Grupo Único                | Grupo Único                  | Ascenso directo | Por Playoff                                                                                                 | Vacantes en Tercera                   |
| --------- | -------------------------- | ---------------------------- | --- | --- | ------------------------------------- |
| 1986-87   | C. D. Logroñés Promesas    | C. D. Logroñés Promesas      | C. D. Logroñés Promesas | Yagüe C. F.                                                                                                 |                                       |
| 1987-88   | C. C. D. Alberite          | C. C. D. Alberite            | C. C. D. Alberite | C. Haro Deportivo                                                                                           |                                       |
| 1988-89   | C. At. River Ebro          | C. At. River Ebro            | C. At. River Ebro | |                                       |
| 1989-90   | S. D. Loyola               | S. D. Loyola                 | S. D. Loyola | |                                       |
| 1990-91   | Yagüe C. F.                | Yagüe C. F.                  | Yagüe C. F. | C. D. Autol                                                                                                 |                                       |
| Temporada | Grupo Rioja Alta           | Grupo Rioja Baja             | Ascenso directo | Por Playoff                                                                                                 | Vacantes en Tercera                   |
| 1991-92   | C. C. D. Alberite          | C. D. Varea                  | S. D. Loyola | C. D. Varea                                                                                                 |                                       |
| 1992-93   | C. D. Berceo               | Yagüe C. F.                  | C. D. Berceo | Yagüe C. F.                                                                                                 |                                       |
| Temporada | Grupo Único                | Grupo Único                  | Ascenso directo | Por Playoff                                                                                                 | Vacantes en Tercera                   |
| 1993-94   | C. D. La Calzada           | C. D. La Calzada             | C. D. La Calzada | Peña Balsamaiso C. F.                                                                                       |                                       |
| 1994-95   | Yagüe C. F.                | Yagüe C. F.                  | Yagüe C. F. | |                                       |
| 1995-96   | C. Haro Deportivo          | C. Haro Deportivo            | C. Haro Deportivo | C. F. Rápid                                                                                                 |                                       |
| 1996-97   | C. D. Mirandés             | C. D. Mirandés               | C. D. Mirandés | |                                       |
| Temporada | Grupo Rioja Alta           | Grupo Rioja Baja             | Ascenso directo | Por Playoff                                                                                                 | Vacantes en Tercera                   |
| 1997-98   | C. D. Berceo               | C. F. Rápid                  | C. F. Rápid | C. D. Berceo                                                                                                |                                       |
| 1998-99   | C. C. D. Alberite          | C. D. Pradejón               | C. At. River Ebro | | C. D. Agoncillo                       |
| Temporada | Grupo 1                    | Grupo 2                      | Ascenso directo | Por Playoff                                                                                                 | Vacantes en Tercera                   |
| 1999-00   | C. D. Berceo               | C. F. Rápid                  | C. C. D. Alberite | C. D. Arnedo                                                                                                |                                       |
| 2000-01   | C. D. Varea                | C. D. Recreación de La Rioja | C. D. Recreación de La Rioja | C. D. Pradejón                                                                                              |                                       |
| 2001-02   | C.D. Mirandés "B"          | C. D. Berceo                 | | | C. C. D. Alberite ● C. D. San Marcial |
| 2002-03   | C. D. Berceo               | C. D. Varea                  | C. D. Agoncillo | | C. D. Pradejón ● C. D. Varea          |
| Temporada | Grupo Único                | Grupo Único                  | Ascenso directo | Por Playoff                                                                                                 | Vacantes en Tercera                   |
| 2003-04   | C. At. River Ebro          | C. At. River Ebro            | C. At. River Ebro ● A. D. Fundación Logroñés ● C. D. Arnedo S. D. Oyonesa ● C. P. San Cosme ● C. D. Villegas Náxara C. D. ● C. D. Anguiano ● Valvanera C. D. | C. D. Berceo                                                                                                |                                       |
| Temporada | Grupo Único                | Grupo Único                  | Ascenso directo | Ascenso directo                                                                                             | Vacantes en Tercera                   |
| 2004-05   | C. C. D. Alberite          | C. C. D. Alberite            | C. C. D. Alberite ● C. F. Rápid | C. C. D. Alberite ● C. F. Rápid                                                                             |                                       |
| 2005-06   | C. D. San Lorenzo          | C. D. San Lorenzo            | C. D. San Lorenzo ● Yagüe C. F. ● C. D. Cenicero C. F. Ciudad de Alfaro ● C. P. Calasancio ● C. D. Bañuelos                                                  | C. D. San Lorenzo ● Yagüe C. F. ● C. D. Cenicero C. F. Ciudad de Alfaro ● C. P. Calasancio ● C. D. Bañuelos | C. D. Autol                           |
| 2006-07   | C. D. Villegas             | C. D. Villegas               | C. D. Villegas ● C. C. D. Alberite ● C. At. Vianés | C. D. Villegas ● C. C. D. Alberite ● C. At. Vianés                                                          |                                       |
| 2007-08   | Comillas C. F.             | Comillas C. F.               | C. D. Berceo ● C. D. Tedeón ● A. F. Calahorra | C. D. Berceo ● C. D. Tedeón ● A. F. Calahorra                                                               |                                       |
| 2008-09   | C. At. Vianés              | C. At. Vianés                | C. At. Vianés "B" ● C. D. Pradejón ● C. D. Aldeano | C. At. Vianés "B" ● C. D. Pradejón ● C. D. Aldeano                                                          |                                       |
| 2009-10   | S. D. Logroñés             | S. D. Logroñés               | S. D. Logroñés ● C. D. Varea ● U. D. Logroñés "B" | S. D. Logroñés ● C. D. Varea ● U. D. Logroñés "B"                                                           |                                       |
| 2010-11   | C. D. Tedeón               | C. D. Tedeón                 | C. D. Tedeón ● C. F. Ciudad de Alfaro ● C. D. Bañuelos | C. D. Tedeón ● C. F. Ciudad de Alfaro ● C. D. Bañuelos                                                      |                                       |
| 2011-12   | C. D. Villegas             | C. D. Villegas               | C. D. Villegas ● Yagüe C. F. ● C. D. F. C. La Calzada | C. D. Villegas ● Yagüe C. F. ● C. D. F. C. La Calzada                                                       | C. F. Rápid ● C. D. Aldeano           |
| 2012-13   | C. F. Ciudad de Alfaro     | C. F. Ciudad de Alfaro       | C. F. Ciudad de Alfaro ● C. C. D. Alberite ● Peña Balsamaiso C. F.                                                                                           | C. F. Ciudad de Alfaro ● C. C. D. Alberite ● Peña Balsamaiso C. F.                                          |                                       |
| 2013-14   | Casalarreina C. F.         | Casalarreina C. F.           | Casalarreina C. F. ● Yagüe C. F. ● C. D. Tedeón | Casalarreina C. F. ● Yagüe C. F. ● C. D. Tedeón                                                             |                                       |
| 2014-15   | C. D. Pradejón             | C. D. Pradejón               | C. D. Pradejón ● C. D. San Marcial ● C. C. D. Alberite | C. D. Pradejón ● C. D. San Marcial ● C. C. D. Alberite                                                      |                                       |
| 2015-16   | C. F. Rápid                | C. F. Rápid                  | C. F. Rápid ● U. D. Logroñés "B" ● Casalarreina C. F. | C. F. Rápid ● U. D. Logroñés "B" ● Casalarreina C. F.                                                       |                                       |
| 2016-17   | C. D. Pradejón             | C. D. Pradejón               | C. D. Pradejón ● C. D. Berceo ● Yagüe C. F. | C. D. Pradejón ● C. D. Berceo ● Yagüe C. F.                                                                 |                                       |
| 2017-18   | C. D. Autol                | C. D. Autol                  | C. D. Autol ● C. C. D. Alberite ● C. D. F. C. La Calzada | C. D. Autol ● C. C. D. Alberite ● C. D. F. C. La Calzada                                                    | C. F. Rápid                           |
| 2018-19   | C. D. Calahorra "B"        | C. D. Calahorra "B"          | C. D. Calahorra "B" ● Comillas C. F. ● Casalarreina C. F. | C. D. Calahorra "B" ● Comillas C. F. ● Casalarreina C. F.                                                   | C. D. Villegas                        |
| 2019-20   | Racing Rioja C. F.         | Racing Rioja C. F.           | Racing Rioja C. F. ● C. D. Agoncillo ● C. D. Tedeón | Racing Rioja C. F. ● C. D. Agoncillo ● C. D. Tedeón                                                         |                                       |
| 2020-21   | C. At. River Ebro Promesas | C. At. River Ebro Promesas   | C. D. Cenicero ● C. F. Rápid | C. D. Cenicero ● C. F. Rápid                                                                                |                                       |
| Temporada | Grupo Ascenso              | Grupo Ascenso                | Ascenso directo | Por Playoff                                                                                                 | Vacantes en 3.ª Federación            |
| 2021-22   | Peña Balsamaiso C. F.      | Peña Balsamaiso C. F.        | Peña Balsamaiso C. F. | Comillas C. F.                                                                                              | Racing Rioja C. F. Super Nova "B"     |
| 2022-23   | C. D. Tedeón               | C. D. Tedeón                 | C. D. Tedeón ● C. C. D. Alberite | |                                       |
| Temporada | Campeones Grupo            | Campeones Grupo              | Ascenso en Fase de Ascenso | Ascenso en Fase de Ascenso                                                                                  | Vacantes en 3.ª Federación            |
| 2023-24   | Grupo 1                    | C. D. Cenicero               | Yagüe C. F. ● C. D. Agoncillo ● C. D. Autol | Yagüe C. F. ● C. D. Agoncillo ● C. D. Autol                                                                 |                                       |
| 2023-24   | Grupo 2                    | Yagüe C. F.                  | Yagüe C. F. ● C. D. Agoncillo ● C. D. Autol | Yagüe C. F. ● C. D. Agoncillo ● C. D. Autol                                                                 |                                       |
| 2023-24   | Grupo 3                    | C. D. San Marcial            | Yagüe C. F. ● C. D. Agoncillo ● C. D. Autol | Yagüe C. F. ● C. D. Agoncillo ● C. D. Autol                                                                 |                                       |
| Temporada | Grupo Único                | Grupo Único                  | Ascenso directo | Ascenso directo                                                                                             | Vacantes en 3.ª Federación            |
| 2024-25   | C. D. Pradejón             | C. D. Pradejón               | C. D. Pradejón ● C. D. San Marcial ● C. D. Villegas | C. D. Pradejón ● C. D. San Marcial ● C. D. Villegas                                                         |                                       |

### Palmarés
Nota: indicados en negrita los clubes que continúan en activo así como las temporadas en las que también consiguió el ascenso a Tercera División.
| Club                         | Títulos | Años                                                                                       |
| ---------------------------- | ------- | ------------------------------------------------------------------------------------------ |
| C. D. Berceo                 | 5       | 1992-93 (G. Rioja Alta), 1997-98 (G. Rioja Alta), 1999-00 (G1), 2001-02 (G2), 2002-03 (G1) |
| C. D. Alberite               | 4       | 1987-88, 1991-92 (G. Rioja Alta), 1998-99 (G. Rioja Alta), 2004-05                         |
| Yagüe C. F.                  | 4       | 1990-91, 1992-93 (G. Rioja Baja), 1994-95, 2023-24 (G2)                                    |
| C. D. Pradejón               | 4       | 1998-99 (G. Rioja Baja), 2014-15, 2016-17, 2024-25                                         |
| C. D. Varea                  | 3       | 1991-92 (G. Rioja Baja), 2000-01 (G1), 2002-03 (G2)                                        |
| C. F. Rápid                  | 3       | 1997-98 (G. Rioja Baja), 1999-00 (G2), 2015-16                                             |
| C. D. Villegas               | 2       | 2006-07, 2011-12                                                                           |
| C. At. River Ebro            | 2       | 1988-89, 2003-04                                                                           |
| C. D. Tedeón                 | 2       | 2010-11, 2022-23                                                                           |
| C. D. San Lorenzo            | 1       | 2005-06                                                                                    |
| Comillas C. F.               | 1       | 2007-08                                                                                    |
| C. A. Vianés                 | 1       | 2008-09                                                                                    |
| S. D. Logroñés               | 1       | 2009-10                                                                                    |
| C. F. Ciudad de Alfaro       | 1       | 2012-13                                                                                    |
| Casalarreina C. F.           | 1       | 2013-14                                                                                    |
| C. D. Logroñés Promesas      | 1       | 1986-87                                                                                    |
| S. D. Loyola                 | 1       | 1989-90                                                                                    |
| C. D. La Calzada             | 1       | 1993-94                                                                                    |
| C. Haro Deportivo            | 1       | 1995-96                                                                                    |
| C. D. Mirandés               | 1       | 1996-97                                                                                    |
| C. D. Recreación de La Rioja | 1       | 2000-01 (G2)                                                                               |
| C. D. Mirandés "B"           | 1       | 2001-02 (G1)                                                                               |
| C. D. Autol                  | 1       | 2017-18                                                                                    |
| C. D. Calahorra "B"          | 1       | 2018-19                                                                                    |
| Racing Rioja C. F.           | 1       | 2019-20                                                                                    |
| C. A. River Ebro Promesas    | 1       | 2020-21                                                                                    |
| Peña Balsamaiso C. F.        | 1       | 2021-22                                                                                    |
| C. D. Cenicero               | 1       | 2023-24 (G1)                                                                               |
| C. D. San Marcial            | 1       | 2023-24 (G3)                                                                               |